# Drienervige zegge
Drienervige zegge (Carex trinervis) is een in België en Nederland oorspronkelijk inheemse, grasachtige plant die behoort tot de cypergrassenfamilie (Cyperaceae). De soort staat op de Nederlandse Rode lijst van planten als zeldzaam voorkomend en stabiel of toegenomen. De plant komt voor langs de Atlantische kust van Europa van Denemarken tot Portugal.

## Beschrijving
Drienervige zegge is een los zodevormende, kruidachtige, halfwintergroene, overblijvend kruid met kruipende  wortelstokken van 2½-4 mm dik. De voet van de stengels wordt omsloten door slechts enkele lichtbruine scheden en deze stengels zijn stomp driehoekig in doorsnede, aan de onderkant glad maar ruwer naar de top en meestal 20-40 cm, bij uitzondering zo kort als 10 of zo lang als 60 cm. De smalle, 1½-2 (soms tot 3) mm brede, gootvormige tot samengevouwen, grijs-groene bladeren, met tal van huidmondjes op beide bladoppervlakken, zijn langer dan of ongeveer even lang als de bloeiwijze. De schutbladeren lijken op de bladeren, zijn eveneens ingerold en de laagste steekt aanzienlijk boven de bloeiwijze uit. Net als bij alle andere zeggesoorten zijn de bloemen eenslachtig. De bloeiwijze bestaat aan de top uit meestal twee of drie (maar soms een of vier) aren met uitsluitend mannelijke bloemen van 2-5 cm lang en 2-3½ mm dik, en aan de basis uit twee tot vier dicht opeen groeiende 2-4 cm lange en 5-8 mm dikke, bijna zittende, breed langwerpig-cilindrische vrouwelijke aren, die echter soms mannelijke bloemen aan de top bevatten. De kelkkafjes onder elke vrouwelijke bloem zijn bruin met een groene middennerf en een doorschijnende rand, ovaal tot langwerpig ovaal, stomp tot toegespitst, terwijl die bij de onderste bloemen soms een uitstekende nerf hebben, en zijn iets korter dan de urntjes. De vrouwelijke bloemen zijn omsloten door grijsgroene sterk afgeplatte urntjes van 3-5 mm lang, breed eivormig, kaal, met een korte snavel, vaak met 3 duidelijke nerven en paarsbruin gevlekt. Er zijn twee stempels per bloem. De planten hebben 84 chromosomen (2n = 84) en bloeien in Nederland normaal gesproken in mei en juni. De droge vrucht springt niet open en bevat een zaad (een zogenoemd nootje).

### Verschillen met andere soorten
Drienervige zegge lijkt erg op zwarte zegge. C. nigra heeft echter wortelstokken van 1½-2 mm dik (C. trinervis 2½-4 mm), en een scherp driehoekige stengel (C. trinervis stompdriehoekig). De bladeren zijn min of meer vlak, 1-3 (soms tot 5) mm breed, iets blauwgroen en hebben uitsluitend huidmondjes aan de bovenkant (C. trinervis ingerold, 1½-2 (soms tot 3) mm breed, duidelijk blauwgroen en huidmondjes aan beide bladkanten). Het onderste schutblad bij zwarte zegge is korter of net zo lang als de bloeiwijze terwijl die bij drienervige zegge duidelijk langer is. Zwarte zegge heeft meestal een of twee mannelijke aartjes, drienervige zegge meestal twee of drie. Het onderste vrouwelijke aartje is bij de zwarte zegge gesteeld en 3-4 mm dik (bij drienervige zegge zittend en 5-8 mm breed). Bij C. nigra zijn de 2½-3½ mm lange urntjes egaal van kleur (C. trinervis 3½-5 mm vaak met paarsbruine vlekjes).

## Taxonomie
Carex trinervis wordt gerekend tot de sectie Phacocystis met verder onder meer noordse zegge C. aquatilis, scherpe zegge C. acuta,  zwarte zegge C. nigra, stijve zegge C. elata, en de niet uit Nederland bekende C. recta, C. salina en C. bigelowii.
C. trinervis heeft de volgende synoniemen: C. acuta var. nervosa, C. acuta var. trinervis, C. cerina, C. frisica, C. glauca ssp. trinervis, C. glauca var. digyna,  C. trinervis  var. glauca.
Waar de drienervige zegge samengroeit met z’n nauwe verwant zwarte zegge kan vaak ook de kruising tussen beide, C. ×timmiana, gevonden worden. In Nederland is verder twee maal de kruising tussen drienervige zegge en scherpe zegge gevonden.
In Kashmir komt C. esenbeckii voor op natte rotsen. Deze soort is oorspronkelijk beschreven als Carex trinervis door Nees von Esenbeck in 1834, maar die naam is een junior homoniem en is daarmee niet geldig.

## Verspreiding
Drienervige zegge wordt gevonden aan de Atlantische kust van continentaal Europa tussen Jutland en midden Portugal. In Engeland is de soort gevonden in de 19de eeuw op slechts een locatie (Norfolk), maar de zee heeft zich hier ver teruggetrokken en de plant is nu in Engeland uitgestorven. Verder ontbreekt hij aan de Spaanse noord- en noordwestkust en in Frankrijk van even ten noorden van de monding van de Garonne tot en met Bretagne. In Nederland is hij vrij algemeen in de duinen en zeer zeldzaam in Drenthe en Gelderland. In België is de soort langs de kust plaatselijk vrij algemeen, maar ontbreekt overal elders.

## Ecologie
Drienervige zegge staat op matig voedselrijk duinzand dat kan zijn uitgestoven, afgegraven of afgeplagd, in duinvalleien, duingraslanden, duinbossen, op voormalige strandvlakten en op droogvallende delen van en langs (jonge) duinplassen. Hij staat ook op zand met leem in de ondergrond, op heiden, kapvlakten, en op stuwwallen. Op laagveen groeit hij soms in zeggemoerassen. Z’n groeiplaatsen zijn vrij open, zonnige tot licht beschaduwde, zwak zure tot kalkrijke, zoete tot brakke, vochtige tot natte grond. De plant lijkt zich alleen te vestigen op vochtig open of spaarzaam begroeid zand. Hij is goed bestand tegen sterk wisselende waterstanden en kan zowel voorkomen waar het bijna nooit droogvalt, tot waar het bijna nooit overstroomt. Hij kan ook goed tegen overstuiving. In de duinen wordt de soort meestal begeleid door dwergzegge, duinrus, zomprus en kruipwilg. In jonge droogvallende duinplassen komen daar nog bij waterpunge en stijve moerasweegbree. Op vochtige grond die niet overstroomd zijn het juist moeraswespenorchis, parnassia en knopbies die naast drienervige zegge vaak voorkomen. De soort blijft nadat de veenvorming op gang is gekomen en wordt dan vaak aangetroffen met grote kattenstaart, moerasbasterdwederik, egelboterbloem, wateraardbei en moerasstruisgras, met in de moslaag gewoon puntmos (Calliergonella cuspidata) en gewoon sikkelmos (Drepanocladus aduncus). Op Terschelling groeit hij in de natte velden met cranberry (of grote veenbes), op vochtige plaatsen met kraaiheide en dopheide en op de droogste plekken met struikheide. In Drente komt hij voor in lichte naaldbossen.